# مونیتور سانتا کاتارینا
مونیتور سانتا کاترینا (به انگلیسی: Brazilian monitor Santa Catharina) یک کشتی بود که طول آن ۳۹ متر (۱۲۷ فوت ۱۱ اینچ) بود. این کشتی در سال ۱۸۶۸ ساخته شد.